# Kosmetická chemie
Kosmetická chemie objasňuje, z čeho se skládají kosmetické přípravky, učí, jak si kosmetiku vybírat a čím se při výběru řídit a jak ji uplatnit v praxi.

## Funkce kosmetiky
Pod pojmem kosmetika si většina lidí nejčastěji představí jednotlivé produkty dekorativní kosmetiky, jako např. řasenky, rtěnky, lak na nehty apod. Tím však výčet kosmetických výrobků nekončí. Každý večer vejdete do sprchy, namydlíte se mýdlem, umyjete si hlavu šamponem, poté vylezete, namažete se krémem a vyčistíte si zuby. Všechny výrobky ke zmíněným úkonům jsou nazývány kosmetikou. Mezi hlavní funkce kosmetiky tak patří především funkce regenerační a estetická. V dnešní době, kdy je kladen velký důraz na fyzickou krásu, je navíc estetická funkce kosmetiky ještě významnější než v minulosti.[zdroj⁠?!] Pokud po čištění obličeje na něj navíc dáte pleťovou masku, ke kráse přidáváte i faktor zdravotní prevence.[zdroj⁠?!]

## Přírodní kosmetika a biokosmetika
Přírodní kosmetika a biokosmetika se stává trendem posledních let. Používá se především z důvodu podpory přirozených funkcí pokožky, která se díky přírodním surovinám stimuluje. Jedná se zejména o rostlinné složky s velkým množstvím vitamínů, hydratačních látek a antioxidantů. Přírodní kosmetika je často certifikovaná a pro označení bio musí splňovat velmi přísné normy.
Přírodní kosmetika může mít i své nevýhody. Na rozdíl od běžné kosmetiky funguje pomaleji, leč efektivněji a déle. Je sice vyrobena z čistě přírodních složek a bez syntetických konzervantů, ale může mít o něco kratší trvanlivost (neobsahuje konzervanty). S tím souvisí i možné alergické reakce pokožky, která nemusí být navyklá na některé přírodní složky (např. u větších množství), nicméně alergické reakce se vyskytují méně než při používání kosmetiky běžné. Při nákupu kosmetiky se doporučuje otestovat reakci své kůže aplikací na vnitřní stranu zápěstí. Někomu nemusí sednout specifická vůně, vzhledem k tomu, že jsou přidávány pouze přírodní éterické oleje místo syntetických parfémů.[zdroj⁠?!]

## Obecné tipy
Tělu prospěje konzumování žluté a oranžové zeleniny obsahující betakaroten, který zlepšuje pleť a také ořechy a mandle, které jsou zdravé, pokud jsou konzumovány v přiměřeném množství. Konkrétně na problematickou pleť je dobrý příjem vitaminu C (kolagen), který vyhlazuje vrásky. Lze zkusit výrobu a použití domácích pleťových vod jako třeba např. okurkové šťávy s okurkou, nebo použití prakticky jakékoli zeleniny, rostlin, odkrojků z kuchyně (třeba i s použitím ethanolu jako desinfekce na pleť), také med s vodou a rostlinné oleje k otírání pleti. Jediná nevýhoda této domácí výroby je krátká trvanlivost, neboť nepoužíváme konzervanty. Dají se vyrobit i pleťové masky, na které se doporučují produkty jako droždí, jogurty, žloutky se škrobem, okurková šťáva, med a další výživné, bílkovinné suroviny, co máte doma.

## Značení přírodní kosmetiky
- Kontrolovaná přírodní kosmetika[8] – Známka „Kontrolovaná přírodní kosmetika“ je od roku 2001 registrována mezinárodním institutem Ecocontrol/BDIH. Tato kosmetika splňuje přísná kritéria: použité přírodní suroviny pocházejí pouze z kontrolovatelného ekologického zemědělství nebo certifikovaného sběru ve volné přírodě, je zajištěn šetrný sběr surovin, aby nedošlo k poškození ani zatížení životního prostředí, výrobky neobsahují látky cizí lidskému organismu (parafín, vazelína, ropné produkty,...), při výrobě této kosmetiky se používají pouze čisté rostlinné oleje, kosmetika neobsahuje žádné syntetické konzervační, vonné ani barvicí látky, kosmetika ani požité suroviny nejsou testovány na zvířatech, při výrobě nejsou používány suroviny z mrtvých zvířat a suroviny z geneticky upravených rostlin a není povoleno používat radioaktivní záření pro konzervaci výrobků.

- Certifikovaná přírodní kosmetika[9] CPK – Certifikovaná přírodní kosmetika je českou obdobou mezinárodní známky Kontrolovaná přírodní kosmetika. Zavedla ji v roce 2007 společnost KEZ o.p.s., která dohlíží na kontrolu ekologického zemědělství. Český certifikát pro kosmetiku má dvě úrovně. Certifikát CPK definuje suroviny, které kosmetika může obsahovat a vymezuje je pouze na přírodní a z přírody pocházející zdroje. Nadstavbou je pak značka CPK bio. Jedná se o výrobky s obsahem surovin z ekologického zemědělství, které musí být vyrobeny pouze z tzv. bio surovin.

- Etická kosmetika[10] – Stojí za zmínku i kosmetika zohledňující ekologický i sociální rozměr. Zahrnuje výrobky, jejichž produkce a distribuce probíhá v souladu s lidskými právy, bez využívání a vykořisťování osob s ohledem na ochranu životního prostředí. Nejčastěji bývá spojena s mezinárodní značkou Fair Trade.

## Problematické látky užívané v kosmetice
Stav pleti má velký podíl na vytvoření dojmu krásy.[zdroj⁠?!] Avšak ne vždycky kosmetika, která tento dojem vytváří, je prospěšná, i když to navenek nevypadá.[zdroj⁠?!] V dnešní době pečují o svoji pleť jak ženy, tak i muži, a to s pomocí rozmanitých kosmetických výrobků s velkým množstvím přísad, jejichž mechanismy působení běžný spotřebitel nezná. Podléháme reklamním kampaním prodejců a výrobců, ale neuvědomujeme si zdravotní riziko látek, které dennodenně používáme.

### Přísady v kosmetických prostředcích
Existuje 1371 položek, které nesmějí být součástí přípravků v EU (v USA 13 000 výrobků s nejméně 1 z těchto složek).
- Parabeny – Jsou nejčastěji užívány jako konzervační činidlo –⁠ díky antimikrobiálním účinkům. Vyskytují se jako methylparaben, ethylparaben, propylparabhen a jejich sodné soli. Probíhají studie zkoumající souvislost mezi parabeny a rakovinou prsu. Je známo, že mohou způsobovat kožní alergické reakce. V České republice často uvidíte produkty s nápisem ‚BEZ PARABENŮ‘. Nejčastější užití: šampóny a sprchové gely, deodoranty.[13]

- Ftaláty – Ftaláty se užívají jako změkčovadla při výrobě plastů. Jsou sice zakázány, ale v přípravcích se to těžko sleduje a kontroluje, protože se například do kosmetiky mohou dostat pouze z obalů. Jsou do těla vstřebatelné sliznicemi, vdechováním i potravou. Na obalech by měly být označeny jako DBP (di-n-butylftalát) a DEP (diethylftalát) – v těchto podobách se mohou vyskytovat v deodorantech, antiperspirantech, lacích na nehty, parfémech, šamponech a kolínských vodách. Z obalů se mohou uvolňovat ze stěn obalů přípravků obsahujících ethanol. Jsou rizikové zvláště i z důvodu, že přímým dotykem sliznice v těle člověka se ftaláty dostávají přímo do krve a tím ohrožují funkci hormonů. Mohou způsobit alergie nebo astma, u dospívajících způsobují i neplodnost (snížení produkce hormonu testosteronu) (někdy jsou ftaláty obsaženy i v erotických pomůckách[14]), ohrožují i funkce ledvin a jater.[15]

- Povrchově aktivní látky (Sodiumlaurylsulfát (SLS) a Laurethsulfát sodný (SLES)) – Jsou součástí šamponů, mýdel, pěn do koupele nebo zubních past, protože bez jejich přítomnosti by ztratili čisticí a pěnící schopnosti. Mají dráždivé a svědivé účinky, které jsou „pouze“ dočasné. SLES má vliv na zvýšený výskyt aft, lupů i vypadávání či ztrátě vlasů. Na našem trhu již jsou přípravky bez SLS a SLES. V důsledku zvyšujícího se množství osob trpících podrážděním pleti způsobeného SLS a SLES stále více výrobců kosmetiky přechází na méně agresivní variantu pěnící přísady Ammonium Laureth Sulfate (ALS).

- Akrylamid – Je užit v mnoha krémech a mastích, protože jim dodává gelovou strukturu. Při pokusech byla zjištěna jeho karcinogenita – schopnost vyvolat rakovinu. U lidí však pro malé množství přesvědčivých případů nebylo prokázáno.[zdroj⁠?!]

- Propylenglykol (PG) – Propylenglykol je využíván jako zvlhčovadlo a rozpouštědlo obsažené v šamponech, rtěnkách, deodorantech, krémech a pleťových vodách. Při proniknutí do kůže může poškodit játra, ledviny i mozek. Mimo jiné je to také hlavní složka protinámrazové kapaliny.[zdroj⁠?!]

- Formaldehyd – Přidává se do přípravků na vytvrzení nehtů. Formaldehyd poškozuje a dráždí sliznice. Na přípravcích se vyskytuje pod názvy: imidazolinidil urea, bronopol, bronidox a další.[zdroj⁠?!]

- Toluen – Může být součástí přípravků na nehty, barvy na vlasy, parfémy, toaletní vody. Negativním účinkem může být leptání sliznice, ale i návykovost.[zdroj⁠?!]

- Dioxan – Vyskytuje se v tamponech, vložkách, plenách, protože se bělí chlorem. Dioxan (rozpouštědlo, cyklický ether) zvyšuje riziko rakoviny, ale také hormonální nerovnováhu, neplodnost, potraty, porušení plodu a jiné problémy při těhotenství. Tato látka je schopna se v těle ženy vázat v tucích a mateřském mléce.[zdroj⁠?!]

## Rtěnky
Rozsáhlým výzkumem se zjistilo, že 61 % rtěnek obsahuje stopy olova. Na seznamu firem na internetu vyrábějící rtěnky s olovem, třetina obsahuje více, než normy povolují. Jedná se zejména o velice luxusní rtěnky. Obsah olova v nich byl 12× vyšší než je bezpečné. Olovo se hromadí v těle, je to neurotoxin, který může způsobit poruchy ve vývoji nervové soustavy a chování. Mimořádně citlivé jsou k němu těhotné ženy a vyvíjející se děti.[zdroj⁠?!]

## Opalovací krémy
Známý badatel Chris Exley a Scott Nicholson nalezli hliník ve všech emulzích a opalovacích krémech, které zkoumali, a to i přesto, že mnozí výrobci sloučeniny hliníku neuváděli v povinném seznamu složení výrobků. Pokud bychom chtěli dodržet doporučení Světové zdravotnické organizace (WHO) pro ochranu kůže před škodlivým UV zářením, měli bychom při jedné aplikaci použít alespoň 35 ml opalovacího krému nebo emulze, přičemž by se tato vrstva měla každé dvě hodiny obnovovat. Celkově nejnižší obsah hliníku nalezli ve zvlhčovací emulzi s ochranným faktorem 15 z řady Nivea Sun – 0,25 mg ve 35 ml výrobků. Některé produkty obsahovaly více než 166 mg v jedné dávce, tzn., že v průběhu jednoho dne na pláži bychom mohli nanést na svou kůži téměř 1 gram hliníku. Hliník totiž vyvolává vznik volných kyslíkových radikálů, před kterými by nás měli opalovací krémy chránit. Nadměrnému působení UV paprsků bez používání opalovacích krémů se můžeme bránit např. omezením pobytu na slunci mezi 10. hodinou odpoledne a 16. hodinou odpoledne (doba maximálního UV záření), pobytem ve stínu, ochranným oděvem (klobouky, sluneční brýle, volné šaty) nebo aplikací ochranných opalovacích krémů pouze na odhalené části těla.[zdroj⁠?!]

## Deodoranty
Obsahují hliník v poslední době zjištěný jako zdraví škodlivý, který je lidská kůže schopna vstřebávat. Někteří vědci tvrdí, že holením podpaždí a používáním deodorantů nebo antiperspirantů zvyšuje výskyt rakoviny prsu, což je podloženo i několika výzkumy. Dále tomu nasvědčuje i fakt, že vzrůstá procento onemocněných rakovinou prsu, stejně jako lidí používajících deodoranty.Vědci tvrdí, že podle přirozených živočišných potřeb si partnery vybíráme podle čichu a tak naznačují, že naše vonění je neefektivní a zbytečné. Podle studie Clause Wedekinda, ve které dal skupině žen propocená pánská trička, ony vybíraly vždy jedince, kteří měli ideální předpoklady pro stvoření zdravého potomstva. Užívání antikoncepce či kouření jsou faktory, které mají na takovéto vybírání vliv.[zdroj⁠?!]

## Zubní amalgam

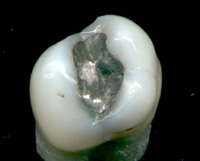
Dentální amalgám

Zubní amalgam se používá jako levný a dostupný materiál k výplním zubů už od roku 1820, ale obsahuje cca 50 % rtuti v kombinaci se stříbrem a mědí. Rtuť je neurotoxická a poškozuje zdraví člověka a dle stanovení Německé toxikologické a farmakologické společnosti představuje rtuť z amalgamu cca 50% denní zátěže organismu rtutí. Odhaduje se, že z jedné zubní výplně se za den může uvolnit 1,2-27 μg rtuti. Nebo pouhé žvýkání žvýkačky po dobu 10–⁠30 minut zvyšuje množství par rtuti v ústech až 6×.
V současné době se v EU rozhoduje o zrušení amalgamových plomb. Zavedli to již ve Švédsku, Dánsku a Norsku. Důvod je ten, že lidé s amalgamovými plombami mají až 12× větší hladinu rtuti než lidé bez výplní.[zdroj⁠?!]
Stejně jako olovo se rtuť v těle hromadí a je toxická v jakémkoli množství. Objevuje se dokonce v plodové vodě v těhotenství i v mateřském mléce.
Odstranění starých amalgamových výplní se ale nedoporučuje, protože znamená riziko uvolnění rtuti ve formě jemného aerosolu a opět vede ke zvýšení hladiny rtuti v krvi. Ohrožen je i ošetřující personál – ve vlasech stomatologů a sestrech byla zjištěna koncentrace rtuti do 10 μg/g, což je sice v limitu bezpečných dávek WHO, ale mnohonásobně překračuje výskyt u české profesionálně neexponované (aktivní) populace.[zdroj⁠?!]

## Botulotoxin neboli botulin, BOTOX
Tzv. „klobásový jed“ je vysoce toxická polypeptidická dvojsložková směs, která je produkována bakteriemi za anaerobních podmínek. Z přírodních jedů patří k nejjedovatějším a nejúčinnějším. Pokud se někdo otráví botulotoxinem, říká se tomu botulismus, látka se rychle vstřebá a okamžitě se transportuje po celém těle. Je to směs celkové z 19 aminokyselin. Využívá se k vyhlazování vrásek, ale je to jen dočasný efekt, v lékařství pro léčbu pocení, k vyplnění rtů a jako náplň chemických zbraní. Nové zjištění však uvádí, že jizví svaly a tak jeho podávání bude nejspíše v nejbližší době omezeno.[zdroj⁠?!]

## Vlasová kosmetika

### Vlasová kosmetika Regaine a Propecia
Účinná látka ve vlasových prostředcích Regaine je minoxidil. Původně byl vyvinut k líčení vysokého krevního tlaku, ale při jeho užívání se u některých pacientů objevil nárůst vlasů nebo ochlupení na tvářích, čele a pažích. Posléze byl minoxidil v medicíně zakázán pro celou řadu vedlejších účinků, jež jsou dermatologické, kardiovaskulární, respirační, alergické a neurologické. Dvouprocentní roztok Minoxidilu pod obchodním názvem Regaine, po kterém došlo k omezení vypadávání a zahuštění vlasů asi u 30 %mužů a 55 % žen.[zdroj⁠?!]
Pilulky proti pleši zvané Propecia měly být také původně lékem, a to při onemocnění prostaty. Látka finasterid zasahuje do metabolismu mužských pohlavních hormonů, které jsou podle současných představ považovány za nejvýznamnější fyziologické regulátory růstu vlasů. Při léčení prostaty lékaři pozorovali nárůst vlasů, ale i impotenci. Tento lék byl značně studován v souvislosti s prevencí rakoviny prostaty, které se zúčastnilo více než 18 000 zdravých mužů. Výsledky byly takové, že u 65 % způsobil finasterid ztrátu libida, u 60 % snížil objem ejakulátu a u 67 % vyvolal poruchy erekce. Finasterid navodí stav podobný kastraci. Podobné působení proti mužských pohlavním hormonům má i přípravek Folixil s extraktem z palmy Serenoa repens.[zdroj⁠?!]

### Kofeinové šampony
O kofeinu je prokázáno ukládání ve vlasech, pro které jsou důležité folikuly. Avšak při studiu vlivu kofeinu na vlasové buňky se zjistilo, že folikuly degenerují a vlasy se zkracují. Podobná zjištění vedla k označení kofeinu jako zabijáka vlasů.[zdroj⁠?!]
Na druhé straně studie z jiné univerzity ukázala, že kofein stimuluje růst vlasových folikulů. Badatelé izolovali 600 vlasových folikulů z temena 25 mužů a pěstovali je v laboratoři, přičemž u 46 % folikulů došlo ke stimulaci jejich růstu přidáním kofeinu. Jeho účinek je přičítán tomu, že kofein brání působení testosteronu. A tak kosmetické firmy začaly pohotově nabízet vlasové šampony s kofeinem. Není však jisté, kolik kofeinu obsahují.[zdroj⁠?!]

## Aha kyselina a péče o pleť
AHA kyseliny jsou obsaženy v mnoha kosmetických přípravcích. Jejich název je odvozen od jejich chemického vzorce, jsou to organické Alfa-Hydroxy kyseliny. Do této skupiny patří kyselina mléčná, jablečná, citronová a vinná. Tyto kyseliny ve vyskytují v různých plodech, ovocných a zeleninových šťávách, v pivu a vínu. Jsou to zároveň sloučeniny vznikající v lidských buňkách v procesech oxidace živin a transformace energie . Kyselina mléčná je přirozenou součástí krve, tkáňového moku a potu. Moderní kosmetika používá převážně synteticky upravené organické AHA kyselina.[zdroj⁠?!]
AHA působí tak, že příznivě omezují strukturu a povrch naší pleti, snižují soudružnost buněk pokožky a omezují tloušťku zrohovatělé vrstvy, tudíž fungují jako přírodní chemický peeling. Zvyšují také vazbu vody k buňkám pokožky o 190–⁠300 %, takže mají výrazný hydratační efekt, podporují tvorbu kolagenu – mezibuněčné hmoty ovlivňující pružnost kůže a snižují náchylnost ke tvorbě vrásek.[zdroj⁠?!]
Tyto efekty však nemusí být prospěšné pro všechny ženy. Působení AHA kyselina na zrohovatělé vrstvy epidermis, pokožky, se v dermatologii využívá při odstraňování jizev, hyperpigmentovaných skvrn na kůži, při zmenšování rozšířených pórů nebo pro zmírnění hloubky vrásek. Jsou tedy vhodné pro stárnoucí pleť ve spojení s hydratačním efektem a stimulací tvorby kolagenu. Pro mladou pleť jsou ale nevhodné, protože by vyvolávaly nadměrné ztluštění.[zdroj⁠?!]
V kosmetice by se měly používat AHA kyseliny v koncentracích nepřevyšující 5 %. Vyšší koncentrace je spojena s výrazným okyselením. Doba působení je omezena na 1–⁠4 minuty, přičemž po opláchnutí by měla být provedena neutralizace omytím mýdlem.[zdroj⁠?!]

## Situace na českém trhu
Podle průzkumu INCOMA GfK „Drogerie 2010“ se zjistilo, v jakých drogeriích v České republice nejčastěji lidé nakupují. Přednost na našem trhu mají Teta, dm-drogerie markt, Rossmann a Schlecker, které provozují dohromady 1166 prodejen, z čehož má nejvíce Teta a to 680 poboček, ta měla v roce 2010 největší obrat – 5,6 mld. Kč.
Pro českého zákazníka jsou v obchodech nejdůležitějšími faktory pro příjemný nákup konzervatismus, věrnost osvědčeným značkám a nízké ceny výrobků. Češi chtějí při nákupu v drogerii ve většině případů pouze nutně potřebné a běžné zboží a i proto některým lidem stačí navštívit supermarket nebo diskont, ve kterém se prodává pouze to základní.

## Dopady kosmetiky na životní prostředí
Mezi největší dopady kosmetiky na životní prostředí patří zejména jejich výroba. A to vypouštění škodlivých látek nejen do ovzduší, ale i do vod. Dalším škodlivým faktorem jsou odpady – zbytky kosmetiky a obaly, které je potřeba třídit, a ne zahazovat na nepatřičných místech.

## Testování na zvířatech
Testování na zvířatech si velká část populace zatím stále neuvědomuje. Ve světě trpí stovky tisíc zvířat nejen pro ozkoušení přípravků jako takových, ale i jejich složek. V roce 1996 mezinárodní koalice organizací na ochranu zvířat z Evropy a Severní Ameriky vytvořila mezinárodní schéma certifikace kosmetického zboží a prostředků pro domácnost netestovaných na zvířatech. Zapojit do programu se můžu buď jako spotřebitel tím, že budu kupovat pouze zboží na zvířatech netestované nebo jako výrobce.[zdroj⁠?!]
Do schématu jsou zahrnuty následující 2 certifikáty:
- Humánní kosmetický standard (HCS) – Společnost neprovádí ani nenařizuje testování na zvířatech v kosmetických odvětvích.
- Humánní standard prostředků pro domácnost (HHPS) – Společnost neprovádí ani nenařizuje testování na zvířatech v prostředcích pro domácnost.

### Firmy testující kosmetiku na zvířatech
Organizace PETA utvořila seznamy „Companies That Do Test on Animals“ a „Companies That Don't Test on Animals“ neboli „Společnosti, které testují na
zvířatech“ a „Společnosti, které netestují na zvířatech“. Mezi těmito kategoriemi je velký nepoměr, protože většina známých i neznámých značek na zvířatech testuje, přestože některé říkají, že netestují, ale pouze si najímají laboratoře, aby to udělali za ně a oni mohli používat známky typu „Vegan“ nebo „Approved“.
Do společností testující výrobky na zvířatech patří: Aquafresh, Axe, Braun, Johnson&Johnson, L’Oreal, Mary Kay, Colgate, Palmolive, Max Factor a mnoho
dalších.[zdroj⁠?!] Patří sem i firmy jako např. Avon, která, uvádí, že netestuje pouze "finální" produkty. To je ovšem logické, protože snad žádná firma netestuje hotové výrobky na zvířatech, ale testuje její jednotlivé složky.[zdroj⁠?!]